# Drôme Hebdo
Drôme Hebdo est un journal hebdomadaire français basé à Valence. Il couvre l'actualité du département de la Drôme. 

## Histoire
En 1947, dans un contexte des lois sur la presse de la Libération, où bon nombre de titres collaborateurs furent interdits, Monseigneur Pic, alors évêque du diocèse de Valence se préoccupa de l'information et de sa diffusion. Pendant la guerre, quelques publications avaient pu paraître plus ou moins clandestinement. Parmi elles, l'hebdomadaire La Paix, créée par l'abbé Michel Lemonon, le bulletin paroissial Le Semeur, publié par le curé de Saint-Vallier, l'abbé Fernand Vignon, et Peuple libre (aujourd'hui Drôme Hebdo). 

### Un journal catholique
L'abbé Vignon conçut un hebdomadaire d'information écrit par une formation catholique, avec le père Chalamet, résistant connu, Edouard Duserre, ancien secrétaire des différents évêques de Valence. Ce journal devenait ainsi un organe de presse diocésain. Petit à petit, le journal se développa. Des journalistes aidèrent l'équipe de l'époque, tel Lucien Micoud venu en renfort pour traiter la chronique locale. 

### Historique
Peuple Libre était le premier nom de ce journal. Il s'appelle aujourd'hui Drôme Hebdo. Depuis, le journal a rejoint le groupe HCR (Hebdomadaires Catholiques Régionaux) présidé par Jean-Pierre De Kerraoul. L'actuel directeur et rédacteur en chef est Nicolas Bernard

### L'équipe
La rédaction est composée de quatre journalistes. Près de 150 correspondants locaux de presse interviennent également dans les chroniques hebdomadaires.